# Sprawozdawczość zrównoważonego rozwoju
Sprawozdawczość zrównoważonego rozwoju – określana również jako raportowanie ESG (Environmental, Social, Governance) – to proces, w którym organizacje mierzą, analizują i przedstawiają informacje dotyczące ich wpływu na środowisko, społeczeństwo  oraz zarządzanie. Celem takiej sprawozdawczości jest informowanie interesariuszy, takich jak inwestorzy, klienci czy społeczności lokalne, o działaniach i wynikach przedsiębiorstwa w obszarze zrównoważonego rozwoju, co pozwala na ocenę jego odpowiedzialności i wpływu na otoczenie. 

## Ewolucja regulacji w Unii Europejskiej
W 2014 roku Unia Europejska wprowadziła Dyrektywę 2014/95/UE, znaną jako Dyrektywa w sprawie sprawozdawczości niefinansowej, która zobowiązywała duże przedsiębiorstwa do ujawniania informacji na temat kwestii środowiskowych, społecznych oraz związanych z ładem korporacyjnym. W 2022 roku przyjęto nową Dyrektywę CSRD (Corporate Sustainability Reporting Directive), która rozszerza zakres podmiotów objętych obowiązkiem raportowania oraz wprowadza bardziej szczegółowe - i porównywalne - standardy sprawozdawczości.

## Europejskie Standardy Sprawozdawczości Zrównoważonego Rozwoju (ESRS)
W ramach Dyrektywy CSRD opracowano Europejskie Standardy Sprawozdawczości Zrównoważonego Rozwoju (ESRS), mające na celu ujednolicenie i standaryzację raportowania ESG w całej Unii Europejskiej. 31 lipca 2023 roku Komisja Europejska przyjęła pierwszy zestaw tych standardów, które mają zastosowanie do wszystkich jednostek niezależnie od sektora.

## Implementacja CSRD w Polsce
Polska implementowała Dyrektywę CSRD poprzez nowelizację ustawy o rachunkowości. Nowe przepisy, które weszły w życie 1 stycznia 2025 roku, nakładają obowiązek sporządzania sprawozdań zrównoważonego rozwoju na większą liczbę przedsiębiorstw, w tym na małe i średnie jednostki będące emitentami papierów wartościowych dopuszczonych do obrotu na rynkach regulowanych Europejskiego Obszaru Gospodarczego.

## Kluczowe etapy sprawozdawczości zrównoważonego rozwoju[5]
Proces przygotowania sprawozdania zrównoważonego rozwoju obejmuje kilka kluczowych etapów:
- Analiza istotności: Identyfikacja kluczowych kwestii ESG oraz interesariuszy, których dotyczą działania przedsiębiorstwa.

- Opracowanie strategii zrównoważonego rozwoju: Określenie celów i działań w obszarze ESG.

- Ustanowienie procesów gromadzenia danych: Zdefiniowanie metod i narzędzi do zbierania informacji niezbędnych do raportowania.

- Integracja ESG z procesami biznesowymi: Włączenie aspektów zrównoważonego rozwoju do codziennej działalności przedsiębiorstwa.

- Przygotowanie raportu: Sporządzenie sprawozdania zgodnie z obowiązującymi standardami i regulacjami.

## Znaczenie sprawozdawczości zrównoważonego rozwoju[6]
Rzetelne raportowanie ESG pozwala przedsiębiorstwom na budowanie zaufania wśród interesariuszy, identyfikację i zarządzanie ryzykami związanymi z ESG, poprawę efektywności operacyjnej poprzez wdrażanie działań proekologicznych i społecznie odpowiedzialnych oraz spełnienie wymogów prawnych i regulacyjnych. Wprowadzenie standardów takich jak CSRD i ESRS ma na celu zwiększenie przejrzystości i porównywalności informacji ESG, co jest kluczowe dla zrównoważonego rozwoju gospodarki.